# Kronika iz 754.
Kronika iz 754. (lat. Continuatio Hispana) je kronika na latinskom jeziku koju je sastavio mozarapski kroničar u Vizigotskoj Hispaniji. Predstavlja dragocjeni izvor podataka o kasnoj povijesti Vizigota u Hispaniji, o ranoj povijesti Kraljevine Asturije i o invaziji Maura na Iberijski poluotok. Sadrži također detaljni opis bitke kod Toursa 732. godine, kada je franački majordom, Karlo Martel zaustavio daljnje prodiranje Maura u Zapadnu Europu i potisnuo Maure nazad preko Pirineja.